# 圣蒂亚古
圣蒂亚古是巴西米纳斯吉拉斯州的一个市镇。总面积574.017平方公里，总人口10289人，人口密度17.9人/平方公里。